# Dießen am Ammersee
Dießen am Ammersee è un comune tedesco di 10 031 abitanti, situato nel land della Baviera.